# 中央军委装备发展部信息系统局
中央军委装备发展部信息系统局，位于北京市，是中央军事委员会装备发展部下属局，负责该部信息系统工作。

## 沿革
1998年，中国人民解放军总装备部成立，下设中国人民解放军总装备部电子信息基础部；2016年中央军委多部门制改革前，下属机构有：综合局、电子局、技术基础局、航天装备局、标准化研究中心等。
在深化国防和军队改革中，2016年1月撤销中国人民解放军总装备部，组建中央军委装备发展部。中央军委装备发展部新设中央军委装备发展部信息系统局。钱卫平出任中央军委装备发展部信息系统局第一任局长。

## 历任领导
中国人民解放军总装备部电子信息基础部部长
1. 汪致远 少将（1998年—2000年12月）
2. 殷鹤龄 少将（2001年—2003年）
3. 于安成 少将（2003年7月—2005年7月）[6]
4. 张　弛 少将（2006年—2009年）
5. 辛　毅 少将（2009年—2014年12月）[7]
6. 王兆耀 少将（2015年—2016年）[3]

| 中央军委装备发展部信息系统局局长 1. 钱卫平 少将（2016年—） | 中央军委装备发展部信息系统局副局长 - 刘险峰 大校（2016年—） - 黄卫东 大校（2016年—） |